# San Martín del Terroso
San Martín del Terroso (en senabrés Samartín de Terrosu) es una localidad española del municipio de Cobreros, en la provincia de Zamora y la comunidad autónoma de Castilla y León.

## Contexto geográfico
Está situado en el noroeste de la provincia de Zamora, en el valle del río Castro y junto a la autovía A-52, en la subida a la portilla del Padornelo, Sanabria.
Está unido por carretera a Santa Colomba de Sanabria y a Terroso, por donde se accede a la carretera Nacional 525.
Se encuentra ubicado en la comarca de Sanabria, al noroeste de la provincia. Pertenece al municipio de Cobreros, junto con las localidades de: Avedillo de Sanabria, Barrio de Lomba, Castro de Sanabria, Cobreros, Limianos de Sanabria, Quintana de Sanabria, Riego de Lomba, San Miguel de Lomba, San Román de Sanabria, Santa Colomba de Sanabria, Sotillo de Sanabria y Terroso.
San Martín se encuentra situado en pleno parque natural del Lago de Sanabria, el mayor lago de origen glaciar de España, además de un espacio natural protegido de gran atractivo turístico.

## Historia
La leyenda local señala que el origen del pueblo fue porque un pastor trashumante, procedente de Extremadura se estableció en lo que hoy es el barrio del Chaguazal. Según se cuenta este pastor se llamaba Martín, lo que dio origen a la primera parte del nombre del pueblo, y la segunda parte de dicho nombre se formó porque estaba situado en el término de Terroso. Actualmente ambos pueblos comparten parroquia, cementerio y campos comunales.
En todo caso, durante la Edad Media el espacio que ocupa San Martín quedó integrado en el Reino de León, cuyos monarcas habrían acometido la repoblación de la localidad dentro del proceso repoblador llevado a cabo en Sanabria. Tras la independencia de Portugal del reino leonés en 1143 la zona habría sufrido por su situación geográfica los conflictos entre los reinos leonés y portugués por el control de la frontera, quedando estabilizada la situación a inicios del siglo XIII.
Posteriormente, en la Edad Moderna, San Martín fue una de las localidades que se integraron en la provincia de las Tierras del Conde de Benavente y dentro de esta en la receptoría de Sanabria. No obstante, al reestructurarse las provincias y crearse las actuales en 1833, la localidad pasó a formar parte de la provincia de Zamora, dentro de la Región Leonesa, quedando integrado en 1834 en el partido judicial de Puebla de Sanabria.
Finalmente, en torno a 1850, el antiguo municipio de San Martín se integró en el de Terroso, el cual a su vez se integró en el de Cobreros en 1972.

## Demografía
El número de habitantes ha ido descendiendo en el municipio de modo paulatino desde la mitad del siglo XX, llegando a los 46 habitantes en 2024 según el INE.

## Sociedad
Al igual que muchos otros pueblos de la comarca, su principal forma de subsistencia era la agricultura y la ganadería. Durante los años 70 y 80 se produjo una importante emigración hacia grandes núcleos urbanos como Madrid, Barcelona y Bilbao.

## Arquitectura
En su término se encuentra su iglesia parroquial, la iglesia de Santiago de los Coutos, una de las más antiguas de la comarca y que pertenece a la rama sur del Camino de Santiago. Comparte esta iglesia con el vecino Terroso.
También se encuentra en su término el Santuario de la Encarnación, que fue construida en honor a la Virgen del Piorno, donde se dice que apareció y a dónde volvió varias veces desde Santa Colomba.

## Naturaleza
En su término está la cascada que producida por las aguas al despeñarse en el salto de Aguas Cernidas, entre la sierra de Terroso y San Martín del Terroso y que da lugar al arroyo del Cabril, afluente del río Castro.

## Fiestas
Santiago Apóstol (25 de julio), N.ª S.ª del Rosario 2º domingo de julio en la parroquia y la del Piorno el primer domingo de agosto en la Ermita.